# Cliche Love Song
„Cliche Love Song“ (на български: Клиширана любовна песен) е песен на датския певец от марокански произход Басим, представил страната домакин на песенния конкурс „Евровизия 2014“. Написана е от Ласе Линфорф, Ким Новак-Зорде, Даниел Фелт и Басим, като Новак-Зорде и Фелт са партньори в продуцентската компания „Джи Ел Мюзик“.
На 8 март 2014 година, когато и печели националния селекционен фестивал „Данск Мелоди Гран при“, певецът получава максимален брой точки от всички членове на журито, както и 15 от общо 30 точки от зрителските гласове (другите две песни получават 7 и 8 точки). Посочен е за фаворит от някои бивши участници.
Първоначалният текст на песента съдържа някои нецензурни думи; текстове с подобно съдържание не се толерират от Европейския съюз за радио и телевизия. За „Данск Мелоди Гран при“ певецът променя въпросната част от текста.
Открити са прилики между тази песен и песни на Бруно Марс и „Дъ Риъл Тингс“. Част от вокалите импровизират скат пеене.